# Surface Studio
Surface Studio, es la nueva tableta híbrida de Microsoft todo en uno que vendrá con una pantalla táctil de tipo de resolución adaptada al mundo real, a lo que Microsoft llamada True Scale; una tecnología que equipará el contenido real con el contenido representado en la pantalla del Surface Studio, que además, incluye nuevas interacciones con el Surface Dial.
Se trata del nuevo computador de Microsoft "todo en uno", creado especialmente para diseñadores gráficos y creativos de artes visuales, que puede preordenarse desde hoy y cuenta con la pantalla LCD más delgada del mundo, el Surface Studio PC. La empresa Microsoft también ha actualizado sus aplicaciones básicas en Windows 10, el sistema que viene con el Surface Studio para crear contenido 3D que sea cada vez más fácil. Esta renovación incluyó a Microsoft Paint, pero no se limitó a esta aplicación. La empresa ha hecho una apuesta por la creación de contenido audiovisual que no sólo explica la existencia del Surface Studio, sino que le da más fuerza al nuevo PC.

## Características
- Pantalla táctil de 28 pulgadas con resolución de 4500 x 3000 píxeles.
- Procesador Intel Core i5 e i7.
- De 8 a 32 GB de RAM.
- de 1 a 2 TB con configuración híbrida.
- Tarjeta gráfica Geforce 980M.
- Posee puertos jack de audio, ranura SD, mini display port, ethernet, USB 3.0 (x 4)
- Construido en aluminio.[3]